# Kirby Bliss Blanton
Kirby Bliss Blanton (The Woodlands, 24 ottobre 1990) è un'attrice e modella statunitense. 
È conosciuta per il suo ruolo nei panni di Kirby nella commedia Project X - Una festa che spacca e per avere interpretato Amy nel film horror The Green Inferno.

## Biografia
Kirby Bliss Blanton è la più piccola di quattro figli ed è cresciuta in Texas nel census-designated place di The Woodlands, ha iniziato la sua carriera facendo la modella e apparendo in alcuni spot commerciali nella vicina Houston. Dopo alcuni mesi di esibizioni a Los Angeles si trasferì definitivamente da sua madre. Il suo primo ruolo come attrice è stato nella serie Unfabulous trasmessa nel 2004 sul canale televisivo Nickelodeon. Ha anche preso parte in piccoli show come Zoey 101 e Hannah Montana, fino ad arrivare al suo primo ruolo da protagonista nel film horror Scar (2007). Successivamente, nel 2012, ha interpretato Kirby nella commedia Project X.
Nel 2014 è stato annunciato che Kirby Bliss Blanton sarebbe stata la modella per la mostra fotografica Provocateur del fotografo americano Tyler Shields. Nel 2015 è stata inserita nella top ten delle “Houston Scream Queens".
Il suo nome non è un nome d'arte. Kirby le è stato dato perché i suoi genitori si aspettavano un maschio, mentre Bliss è il cognome da nubile della madre.

## Filmografia

### Cinema
- Scar, regia di Jed Weintrob (2007)
- Ball Don't Lie, regia di Brin Hill (2008)
- Project X - Una festa che spacca (Project X), regia di Nima Nourizadeh (2012)
- The Green Inferno, regia di Eli Roth (2013)
- Recovery, regia di Darrell Wheat (2015)
- Hot Bot, regia di Michael Polish (2016)
- Il giustiziere della notte - Death Wish (Death Wish), regia di Eli Roth (2018)

### Televisione
- Unfabulous - serie TV, episodi 1x3, 1x11 (2004)
- Zoey 101 - serie TV, episodio 2x6 "Il Chase e Michael show" (2006)
- Entourage - serie TV, episodio 3x2 "Un giorno in Valle" (2006)
- Hannah Montana - serie TV, episodi 1x2, 1x11 (2006)
- The Inbetweeners - Quasi maturi (The Inbetweeners) - serie TV, episodi 1x4, 1x5 (2012)
- Conan - serie TV, episodio 1x1 (2012)
- Made in Hollywood - serie TV, episodio #7.19 (2012)
- TMI Hollywood - serie TV, episodio 1x55 (2013)
- Hawaii Five-0 - serie TV, episodio 6x4 (2015)
- Suicide Note - film TV (2016)

### Videoclip
- Love More - Chris Brown (2013)

### Cortometraggio
- Pacific Coast Haze, regia di Chris Sibley (2013)
- Candy from Strangers, regia di Jillian Martin (2013)
- Chainsaw, regia di David Dinetz, Dylan Trussell, Eli Roth (2015)

## Doppiatrici italiane
Nelle versioni in italiano delle opere in cui ha recitato, Kirby Bliss Blanton è stata doppiata da:
- Loretta Di Pisa in The Inbetweeners - Quasi maturi
- Veronica Puccio in Project X - Una festa che spacca
- Antonella Calabrese in The Green Inferno
- Valentina Stredini ne Il giustiziere della notte - Death Wish

### Ulteriori fonti
- Perry, C.J., Interview: Kirby Bliss Blanton - Actress Discusses 'Project X', su Film Slate Magazine. URL consultato il 1º maggio 2012 (archiviato dall'url originale il 1º marzo 2012).
- "Project X" première in Los Angeles, su upi.com, United Press International. URL consultato il 1º maggio 2012.